# 中村晃毅
中村 晃毅（なかむら こうき、1938年（昭和13年）1月1日 - 2012年（平成24年）4月7日）は、日本の政治家。愛知県西尾市長（1期）、愛知県議会議員（3期）、西尾市議会議員（2期）などを歴任した。2009年（平成21年）に受託収賄容疑で逮捕され、市議会の不信任決議により失職した。

## 来歴
愛知県幡豆郡平坂町（現・西尾市）に生まれる。平坂町立平坂中学校（現・西尾市立平坂中学校）卒業。愛知県立西尾高等学校卒業後、父親から農業と瓦製造業を引き継ぐ。その傍ら青年団活動に没頭。西尾市青年団協議会長にもなった。
1975年（昭和50年）1月、父親の後継者として西尾市議会議員選挙に出馬し初当選。1979年（昭和54年）4月、愛知県議会議員選挙に西尾市選挙区（定数1）から無所属で出馬し初当選した。1983年（昭和58年）の県議選は「県政をよくする会」公認で立候補するも落選した。
1987年（昭和62年）1月、市議選に立候補し通算2期目の当選。
県議選を3か月後に控えた1991年（平成3年）1月、市内で交通事故を引き起こし、高齢者を死亡させた。4月7日に行われた県議選に無所属で立候補し再び落選。明くる4月8日、当選者の川上万一郎の幹部の市議ら5人が公職選挙法違反の疑いで逮捕される。関係者の逮捕者は計19人にのぼり、5月5日には川上本人も逮捕された。7月19日、川上が辞職。ところが当時、選挙人から議員定数に係る選挙無効訴訟が提起されていたため、補欠選挙の執行は停止される。1993年（平成5年）10月29日、最高裁判所から訴訟が継続しなくなった旨の通知を受理したことから、同年12月12日にようやく補選が行われることとなった。候補者は中村と前市議の榊原康正の2名、共に自由民主党の公認を得ての出馬であった。563票差で中村が2期目の当選を果たした。
1995年（平成7年）4月9日に行われた県議選は定数が1から2に増えた。中村は自民党公認で出馬し、前回の補選で戦った榊原康正は新進党公認で出馬した。無投票で共に当選。県議在職時は岩瀬文庫の建て替えに尽力。また、自民党県議団幹事長を務めた。
1999年（平成11年）の県議選は、返り咲きを狙う川上万一郎と榊原が共に無所属で出馬。自民党から出た中村は、2位当選の榊原に513票差で敗れ落選。

### 市長選に出馬
2001年（平成13年）8月23日、任期満了に伴う西尾市長選挙に立候補することを表明。のちに自民党を離党した。9月9日の市長選は、現職の本田忠彦市長に敗れ落選。本田は自民党、民主党、公明党、自由党の4党に加え、市内280を超える団体からの推薦もあって盤石の体制で選挙戦に臨んだが、中村と3,500票余りの差しかつかず苦戦を強いられた。西尾駅西地区再開発事業におけるホテル建設に関して、同年4月に反対派の市民が行った署名運動では有効署名は13,444人にのぼっており、中村は現職への批判票を多く集めた。
※当日有権者数：76,907人 最終投票率：60.82%（前回比：＋16.06pts）
| 候補者名 | 年齢 | 所属党派 | 新旧別 | 得票数   | 得票率 | 推薦・支持                             |
| -------- | ---- | -------- | ------ | -------- | ------ | -------------------------------------- |
| 本田忠彦 | 64   | 無所属   | 現     | 24,779票 | 53.80% | （推薦）自民党・民主党・公明党・自由党 |
| 中村晃毅 | 63   | 無所属   | 新     | 21,277票 | 46.20% |                                        |

2003年（平成15年）4月の県議選に無所属で立候補。自民党の公認を再び得た川上、民主党公認の榊原の両現職に阻まれ、落選。
本田市長は4期で勇退。2005年（平成17年）9月4日に行われた西尾市長選挙には中村を含め新人5人が出馬した。後継者選びで本田と川上県議と榊原県議による候補者の一本化が失敗に終わったため、連合愛知と全トヨタ労連の推薦を受けた元助役の杉田登志雄、自民党推薦の元市議の榊原武志、中村の事実上の保守三つどもえの選挙となった。中村が杉田を45票差でかわし、初当選を果たした。
※当日有権者数：78,802人 最終投票率：67.45%（前回比：＋6.63pts）
| 候補者名   | 年齢 | 所属党派 | 新旧別 | 得票数   | 得票率 | 推薦・支持                     |
| ---------- | ---- | -------- | ------ | -------- | ------ | ------------------------------ |
| 中村晃毅   | 67   | 無所属   | 新     | 14,864票 | 28.28% |                                |
| 杉田登志雄 | 60   | 無所属   | 新     | 14,819票 | 28.19% | （推薦）連合愛知・全トヨタ労連 |
| 榊原武志   | 62   | 無所属   | 新     | 13,864票 | 26.38% | （推薦）自民党                 |
| 鈴木規之   | 58   | 無所属   | 新     | 5,845票  | 11.12% |                                |
| 青山文子   | 62   | 無所属   | 新     | 3,172票  | 6.03%  | （推薦）日本共産党             |

任期開始日である9月15日に初登庁。同日、記者会見をし、前市長の本田忠彦の手で8割以上固まっていた西尾市役所の新庁舎設計案について「改めて設計業者（注・山下設計）を呼んで、きちんと話を聞いてから考えたい」と述べ、計画見直しの可能性があることを示唆した。「どうしてですか」と迫る市幹部に対して中村は「設計事務所が気に入らない」の一言で済ませ、翌2006年（平成18年）4月6日に開催された設計コンペ審査委員会で久米設計が新たな設計業者に決まった。この結果、1億5千万円の税金が無駄になった。
2006年（平成18年）10月8日、実行委員会会長として「ギネスに挑戦!!まちなか1万人 西尾大茶会」を開催。

### 受託収賄容疑で逮捕
2008年（平成20年）2月4日付の新聞夕刊に、総額100万円を超える市税を滞納していたことが報じられた。同日夕方、記者会見を開くも、「滞納額は2004年度の税の請求分で、市民税や固定資産税などが100数十万円、市長当選後の2005年に１回、翌2006年に2回納めた記憶がある」と曖昧な説明に終始し、「完納しているので、市民に改めて説明しなくても理解いただける」「私は波乱万丈の人生を歩んできている。人生、苦しいこともありますよ」と弁明した。滞納分は支援者である旧吉良町の人材派遣会社社長のMが肩代わりした。
しかし中村が市長就任前にMと交わした約束を果たさなかったことから、両者の関係が悪化。Mは名古屋地検特捜部に告発し、2009年（平成21年）2月18日に中村は受託収賄容疑で逮捕された。逮捕容疑では、自社の所有地に外国人研修センターを建築しようとしていたMは中村に対し、センター建築の許可を出すことなどを依頼。中村はその見返りと知りながら、2006年（平成18年）10月から2007年（平成19年）3月にかけ、市長室で3回にわたって計600万円を受け取ったとされる。Mも贈賄容疑で逮捕された。
2009年（平成21年）2月26日、市議会定例会で中村に対する辞職勧告決議案が提出される。賛成11、反対11で可否同数となり、地方自治法第116条の規定による裁決で議長の岡田隆司が反対を選んだため、同案は否決された。3月10日、受託収賄罪で起訴。
同年3月24日、市議会は中村に対する不信任決議案を可決した。3月25日、市議会議長と副議長は名古屋拘置所で中村と接見。辞職するよう説得するも、中村からの返事は「前から言っているように、解散だがね」であった。4月3日、中村は名古屋拘置所で解散通知書に署名し、市議会は解散に追い込まれた。
同年5月3日、西尾市議会議員選挙実施。5月20日、市議会は改選後初めての臨時会を開き、不信任決議案を全会一致で可決した。これにより中村の失職が確定した。
同年9月、名古屋地裁は懲役3年、執行猶予5年、追徴金600万円の判決を下した。
2012年（平成24年）4月7日、心不全のため死去。74歳没。